# Mesut Çaytemel
Mesut Çaytemel (* 24. April 1984 in Bursa) ist ein türkischer Fußballspieler. 

## Karriere
Mesut Çaytemel begann seine Karriere in der 2003/04 in der 4. türkischen Liga bei Bursa Merinosspor. Danach ging der Verteidiger zu İnegölspor, Antalyaspor, Samsunspor, Altay Izmir und Giresunspor. Während der Saison 2012/13 spielte er für Boluspor.
Zur Saison 2014/15 wurde er vom Zweitligisten Orduspor verpflichtet. Bereits nach einem halben Jahr zum Drittligisten Hatayspor.

## Erfolge
Mit Hatayspor
- Meister der TFF 2. Lig und Aufstieg in die TFF 1. Lig: 2017/18